# Жеребцов, Пётр Николаевич
Пётр Николаевич Жеребцов (27 октября 1922, Хворощевка, Рязанская губерния — 20 января 2002, Ступино, Московская область) — советский военнослужащий, участник Великой Отечественной войны, полный кавалер ордена Славы, разведчик 696-го стрелкового полка, красноармеец — на момент представления к награждению орденом Славы.

## Биография
Родился 27 октября 1922 года в селе Хворощевка Скопинского района Рязанской области. Окончил 4 класса. Трудился в колхозе в Тульской области.
В 1941 году был призван в Красную Армию. На фронтах Великой Отечественной войны с января 1943 года. Воевал в разведке 696-го стрелкового полка 383-й стрелковой дивизии. Отличился в боях за освобождение Крыма.
10 апреля 1944 года в бою под городом Керчь красноармеец Жеребцов проник в тыл врага, пленил 2-х солдат, доставил ценные сведения о противнике. Был представлен к награждению орденом Славы.
В одном из боев при изгнании врага с Керченского полуострова красноармеец Жеребцов первым ворвался в траншею противника, гранатами уничтожил пулемет и 2-х противников, обеспечив успешный исход боя.
Приказом от 2 мая 1944 года красноармеец Жеребцов Пётр Николаевич награждён орденом Славы 3-й степени.
Приказом от 5 июня 1944 года красноармеец Жеребцов Пётр Николаевич награждён орденом Славы 2-й степени.
После освобождения Крымского полуострова дивизия, в которой воевал разведчик Жеребцов, была переведена на 2-й Белорусский фронт. Участвовал в боях за освобождение Польши, форсировал Одер.
14 января 1945 года в районе города Зволень красноармеец Жеребцов в составе группы разведал систему обороны противника и доставил ценные данные. В боях при преследовании врага от Вислы до Одера вел активную разведку, истребил до 20 вражеских солдат. 5 февраля с разведчиками одним из первых форсировал реку Одер. На плацдарме, отражая контратаку, поразил 7 противников.
Указом Президиума Верховного Совета СССР от 6 апреля 1945 года за исключительное мужество, отвагу и бесстрашие, проявленные в боях с вражескими захватчиками, красноармеец Жеребцов Пётр Николаевич награждён орденом Славы 1-й степени. Стал полным кавалером ордена Славы.
В 1946 году старшина Жеребцов демобилизован.
Приехал жить в Ступинский район Московской области, на родину жены. Первое время работал бригадиром СМУ-28 «Главмосстроя». С апреля 1948 года и до выхода на пенсию трудился на заводе 150, ОАО «Ступинский металлургический комбинат», сначала чернорабочим затем литейщиком в цехе № 41. В 1973 году ушел на заслуженный отдых.
Жил в городе Ступино. Почетный гражданин города Ступино. Скончался 20 января 2002 года.
Награждён орденами Отечественной войны 1-й и 2-й степени, Славы 3-х степеней, медалями.